# Monumento a Bunker Hill
Il Monumento di Bunker Hill è un memoriale eretto nel luogo della Battaglia di Bunker Hill a Boston, negli Stati Uniti. Fu uno dei primi scontri importanti tra le Giubbe Rosse e i Patrioti durante la Rivoluzione Americana. L'obelisco di granito alto 67 metri venne eretto tra il 1825 e il 1843 a Charlestown, utilizzando granito estratto nelle vicinanze di Quincy e trasportato al sito tramite la Granite Railway, una ferrovia appositamente costruita, e successivamente con chiatte. Ci sono 294 gradini per raggiungere la cima.
Un edificio espositivo costruito vicino alla base del monumento alla fine del XIX secolo ospita la statua dell'eroe caduto, il Dr. Joseph Warren. Bunker Hill è una delle tappe del Freedom Trail e fa parte del Boston National Historical Park.
Il monumento è stato sottoposto a un restauro da 3,7 milioni di dollari, completato nel 2007, che ha incluso riparazioni, miglioramenti dell'accessibilità per disabili e nuove luci. Il Bunker Hill Museum, situato di fronte, è stato inaugurato nel giugno dello stesso anno e presenta numerose mostre sulla battaglia.